# Olio vegetale (combustibile)
L''olio vegetale, detto anche Vegoil', o PPO (pure plant oil) allo stato naturale, può essere usato come semplice combustibile, (per illuminare o cuocere), o come carburante per motori Diesel. L'olio vegetale allo stato naturale, usato come carburante per motori può svolgere un'importante funzione in un'elementare meccanizzazione dell'agricoltura nei paesi poveri, o per alimentare mezzi di trasporto.

## Uso dell'olio vegetale naturale come carburante
La progettazione dei motori Diesel a gasolio o biodiesel attuali non ha previsto l'uso per tale carburante, quindi si ritiene che non sia di norma possibile l'uso dell'olio vegetale tal quale, che rischia di produrre gravi danni ai motori; tra l'altro l'uso di combustibile non approvato potrebbe provocare la decadenza delle condizioni di garanzia.
I maggiori problemi derivano dalla (maggiore) viscosità dell'olio vegetale rispetto al gasolio, che si accentua con le basse temperature.
La maggiore viscosità può sia provocare danni al sistema di iniezione, sia causare incrostazioni a parti interne del motore, nel caso queste vengano raggiunte dall'olio.
A seconda del tipo di motore e del tipo e modello di sistema di iniezione, è possibile tecnicamente aggiungere percentuali maggiori o minori di olio vegetale al carburante.
Se su motori di vecchia concezione, con precamera di combustione e pompa di iniezione tipo Bosch VE (adatta, anche se non ufficialmente, all'uso di olio) i problemi si limitano ad una limitata difficoltà nell'avviamento a freddo anche con percentuali oltre il 50%, su motori molto moderni si potrebbero avere problemi minori anche con percentuali di molto inferiori, nell'ordine del 10%.
Da evitare l'uso con pompe rotative CAV e Rotodiesel, molto sensibili alla viscosità e fragili.
Ad ogni modo non è possibile definire con certezza una percentuale adatta o meno, variando per ogni utente le temperature ambientali, e, soprattutto, il tipo di olio vegetale.
Se da un lato è possibile trasformare l'olio vegetale mediante transesterificazione in combustibile biodiesel, è possibile per contro modificare il motore Diesel adattandolo al funzionamento con olio vegetale.
Tecnicamente è possibile alimentare i motori, anche quelli moderni, con olio vegetale, apportando alcune modifiche, che possono essere di lieve o media entità a seconda del motore; ad esempio modificare un motore a precamera per utilizzare percentuali importanti di olio può avere un costo di 4-600 € in materiali e manodopera (gli interventi si limitano a candelette, iniettori e sistema di riscaldamento dell'olio, che può essere usato puro fino a circa 0 °C e additivato con circa il 5% di miscela antigelo a temperature ben al di sotto dello zero), mentre per la totalità dei motori ad iniezione diretta common rail è necessario l'uso di un serbatoio secondario per il gasolio, con il quale effettuare avviamento, riscaldamento e spegnimento del motore, che funziona a olio solo quando è caldo.
Esistono alcune ditte specializzate nella progettazione e costruzione dei kit di modifica, come Elsbett, Diesel Therm, Greasecar, ecc., che garantiscono l'affidabilità del sistema.
Per contro, particolari motori diesel "antichi" ad uso industriale o agricolo, come il motore Lister, o il moderno motore automobilistico Elsbett, progettato per funzionare a olio vegetale tal quale, sono adatti all'uso dell'olio vegetale puro.

## Aspetti ambientali
L'impatto ambientale dell'uso di biodiesel e di vegoil (olio vegetale tal quale o minimamente trattato) ha un indubbio impatto positivo sull'ambiente. In sintesi viene combusto un olio che è prodotto (dalla vegetazione della pianta) da estrazione diretta di anidride carbonica prelevata dall'atmosfera, quindi si chiude un ciclo che semplicemente restituisce all'ambiente l'anidride carbonica prelevata dalla pianta. A parte poi si debbono comunque considerare gli effetti in termini di CO2 equivalente dovuti alla filiera di produzione del biocarburante.
Da punto di vista chimico i reflui gassosi biodiesel e di vegoil sono meno inquinanti dei reflui di gasolio, dato che non contengono composti acidi solforati (responsabili delle piogge acide), non contengono composti aromatici e metalli pesanti, e contengono mediamente il 50% in meno di polveri (fuliggine).

## Aspetti fiscali
Usare olio vegetale puro come carburante in Italia è legale solo se vengono corrisposte le accise relative. Infatti, la legge Italiana prevede una sanzione amministrativa per chi evade l'accisa sui carburanti: il decreto legislativo n. 504 del 26 ottobre 1995, il Testo unico in materia di accise, all'art. 40 prevede:
«è punito con la reclusione da sei mesi a tre anni e con la multa dal doppio al decuplo dell'imposta evasa, non inferiore in ogni caso a euro 7 746, chiunque: [omissis] destina ad usi soggetti ad imposta o a maggiore imposta prodotti esenti o ammessi ad aliquote agevolate».
Dato che di fatto si sono realizzati eventi, in ambito agricolo, di produzione di oli vegetali avendo connessa collaterale possibilità del loro consumo, ad esempio per azionare mezzi agricoli, si è potenzialmente definito un meccanismo di «denuncia del prodotto a fine di consumo come carburante» che permette il regolare pagamento delle accise, basato, come prevede la legge, sul potere calorifico dell'olio stesso e sulle quantità denunciate.
La tassazione è basata sull'uso dell'olio e non sulla sua natura: se lo stesso olio è usato per friggere, non è sottoposto ad alcuna accisa, ma lo sarebbe potenzialmente se venisse bruciato come combustibile.
In altre parole, la controversia sta nella modalità d'uso: in linea puramente teorica, l'olio vegetale utilizzato all'interno di un motore per trazione non è più olio, ma diviene legalmente combustibile.
Inoltre, i motori diesel funzionanti a olio vegetale possono essere usati, anziché per autotrazione, come generatori di energia elettrica, restando permanentemente in funzione come produttori di energia elettrica da fonti alternative e quindi non solo non assoggettati ad accisa, ma pure con il beneficio di generosi contributi per la produzione di energia elettrica da fonte alternativa a quella fossile, ciò che rende la cosa molto conveniente da un punto di vista economico; tra l'altro tale utilizzo è molto conveniente anche per le aziende distributrici di elettricità, che possono contare su una produzione costante e non su fonti come quella eolica o i pannelli solari, che apportano produzioni saltuarie, con la conseguente necessità di dover mantenere in esercizio e permanentemente in temperatura di funzionamento le centrali termoelettriche, pronte a far fronte (a pieno regime) all'avvicinarsi delle ore notturne (per i pannelli solari) o ai capricci del vento (per l'eolico).

## Aspetti economici
Sulla base del solo costo di produzione alla distribuzione, salvo ulteriori rialzi del costo del petrolio oltre i 100 dollari al barile, l'olio vegetale non appare concorrenziale con il gasolio di origine fossile se non tramite il concorso di contributi pubblici.

## Aspetti sociali
Salvo pochissimi casi, pressoché tutti i vegetali che producono oli che possono essere usati come carburante competono in varia misura con i vegetali che producono cibo.
Notevoli eccezioni sono date dall'olio di jatropha, prodotto da Jatropha curcas, una pianta potenzialmente in grado di crescere nei luoghi desertici, e quello di salicornia (Salicornia bigelovii), una alofita la cui industrializzazione è in atto da parte della Sea Water Foundation.
Ad esempio, se tutto il carburante consumato in Italia fosse prodotto da piante oleifere, tutta la superficie coltivata nazionale non sarebbe sufficiente a produrlo.
Ovvero se tutta la superficie coltivata nazionale conservasse la sua funzione di produrre cibo occorrerebbe trovare un altro paese a cui sottrarre la produzione di cibo per coltivare le piante da olio carburante necessarie per l'Italia.
È evidente che l'unica via di uscita è consumare comunque molto meno carburante, ed è anche altrettanto evidente che il trasferimento all'estero della produzione di Biodiesel o di Vegoil per uso carburante è destinata, in tali termini, a produrre gravi problemi politici, sociali ed economici.